# Tommaso Rinaldi (tuffatore)
Tommaso Rinaldi (Roma, 18 gennaio 1991) è un tuffatore italiano.

## Biografia
Figlio di Domenico Rinaldi, tecnico federale e medaglia di bronzo nella piattaforma 10 metri ai Campionati europei di nuoto di Sofia 1985, Tommaso Rinaldi si è avvicinato ai tuffi sin da giovanissimo, anche se ha praticato per alcuni anni altri sport come il calcio, il basket e la ginnastica artistica.
La sua carriera inizia con buoni risultati già nelle categorie juniores, e nel 2005 entra a far parte della Nazionale giovanile di tuffi. Ai Campionati europei giovanili di Elektrostal' 2005 si classifica 13º dal trampolino 1 metro e 8º dal trampolino 3 metri.
L'anno successivo, ai Campionati europei giovanili di Palma di Maiorca, vince la medaglia di bronzo dal trampolino 1 metro e arriva in finale sia da 3 metri, dove arriva 5º, sia dalla piattaforma, dove è 11º. Ai Campionati mondiali giovanili di Kuala Lumpur dello stesso anno centra la finale dalla piattaforma, dove è 8º, mentre si classifica 20º dal trampolino 1 metro e 17º dal trampolino 3 metri.
Nel 2007 ai Campionati europei giovanili di Trieste 2007, neo-approdato nella categoria Juniores, vince la medaglia d'argento nella gara sincronizzata dal trampolino, in coppia con Andreas Billi. Nella stessa edizione è 5º nella gara dalla piattaforma.
L'anno successivo, ai Campionati europei giovanili di Minsk 2008, è 6º sia nella gara individuale da 3 metri che in quella sincro, sempre in coppia con Billi. Ai Campionati mondiali giovanili di Aachen 2008 si registra il suo 8º posto nella gara sincronizzata, mentre è eliminato nelle gare dal trampolino ed è costretto a rinunciare a prendere parte a quella dalla piattaforma.
Agli ultimi Campionati europei giovanili prima del passaggio ai senior, quelli di Budapest 2009, centra tre qualificazioni in finale: è infatti 5º dal trampolino 1 metro, 6º nella gara sincro (in coppia con Maicol Scuttari) e 4º dal trampolino 3 metri. Nello stesso anno fa da riserva per la nazionale ai Campionati mondiali di nuoto 2009 a Roma, senza però prendervi parte.
Il 2011 vede il suo esordio nelle competizioni internazionali come parte della nazionale italiana "senior": ai Campionati europei di tuffi di Torino 2011 si piazza al 7º posto nella gara sincronizzata, in coppia con Michele Benedetti, compagno con cui ha continuato una proficua partnership in questa specialità. Si classifica 17º nella gara dal trampolino 1 metro. Ai Campionati mondiali di nuoto di Shanghai 2011 è finalista nella gara sincronizzata, in cui si classificherà 10º, mentre viene eliminato con il 23º posto dal trampolino 1 metro.
Nella Coppa del Mondo di tuffi 2012 conquista per la prima volta il pass olimpico, conquistando uno dei posti disponibili per i Giochi nella gara di spareggio.
Ai Campionati europei di tuffi 2012 manca per una sola posizione l'accesso in finale nella gara dal trampolino 3 metri, classificandosi al 13º posto, mentre è ancora una volta 17º dal trampolino 1 metro. Ai Giochi della XXX Olimpiade si classifica al 24º posto nell'eliminatoria del trampolino 3 metri.
Nel 2013 prende parte ancora una volta sia ai Campionati europei di tuffi sia ai Campionati mondiali di nuoto, anche se solo dal trampolino 3 metri; a Rostock per gli Europei è 17º, mentre a Barcellona per i Mondiali finisce ancora una volta come primo degli esclusi, classificandosi 19º e mancando la semifinale.
Dopo aver conquistato nel 2014 la qualificazione in tutte e tre le specialità dal trampolino (1 metro, 3 metri e sincronizzato), primo dai tempi di Nicola Marconi in campo maschile, è costretto a rinunciare ai Campionati europei di nuoto Berlino 2014 per un infortunio occorso in allenamento.
Nel 2015 consegue il miglior risultato in campo europeo con il 5º posto nella finale sincro dal trampolino a Rostock 2015; agli stessi Europei di tuffi è 19º nell'eliminatoria individuale da 3 metri. I Campionati mondiali di Kazan' 2015 vedono la sua partecipazione per scelta tecnica del CT solo nella gara individuale, dove si classifica al 30º posto nell'eliminatoria più lunga della storia dei Mondiali, con 61 concorrenti.
Mancata la qualificazione alla Coppa del Mondo di tuffi 2016 e quindi ai Giochi della XXXI Olimpiade, trascorre una stagione ai margini della Nazionale, figurando però al Grand Prix di Bolzano e riconquistando il proprio posto già l'anno successivo per disputare Europei e Mondiali. Ai Campionati europei di tuffi di Kyiv 2017 conquista infatti la sua prima finale individuale, dopo due finali sincro, e si classifica al 12º posto nella gara dal trampolino 1 metro.

## Carriera televisiva
Nella primavera del 2015 prende parte come concorrente alla seconda edizione del programma Si può fare! con la conduzione di Carlo Conti su Rai 1. Si distingue nelle prove di agilità e forza atletica; risulta essere vincitore della prima puntata, terzo nella seconda e secondo nella quarta, classificandosi al terzo posto finale dietro il comico Biagio Izzo e la showgirl Matilde Brandi e pari merito con la saltatrice e attrice Fiona May. Dal settembre 2019 è nel cast fisso del programma Vieni da me condotto da Caterina Balivo su Rai 1.

## Palmarès
- Giochi mondiali militari

Wuhan 2019: bronzo nel sincro 3 m;
- Europei Juniores

Palma di Maiorca 2006: bronzo nel sincro 3m.
Trieste 2007: argento nel trampolino 1m.